# Germano Boettcher Sobrinho
Germano Boettcher Sobrinho conosciuto solo come Germano (Rio de Janeiro, 14 marzo 1911 – Rio de Janeiro, 9 giugno 1977) è stato un calciatore brasiliano.

## Carriera
A livello professionistico, Germano giocò con il Botafogo e il Flamengo. 
Con la Nazionale brasiliana disputò il Mondiale 1934 come riserva del titolare Pedrosa.

## Palmarès

### Club

#### Competizioni nazionali
- Campionato Carioca: 2

Botafogo: 1930, 1934